# دافي بوس
دافي بوس (بالهولندية: Dave Bus)‏ (19 مايو 1978 في هولندا - ) هو لاعب كرة قدم هولندي في مركز الدفاع. لعب مع دي غرافشاب وغو أهد إيغلز ونادي أبردين.

## وصلات خارجية
- دافي بوس على موقع قاعدة بيانات كرة القدم.إي يو (الإنجليزية)
- دافي بوس على موقع Soccerbase.com (لاعب) (الإنجليزية)